# Yukio Hatoyama
Yukio Hatoyama (鳩山由紀夫 Hatoyama Yukio?,  Tokio, 11 de febrero de 1947) es un político socialdemócrata japonés, primer ministro de Japón entre septiembre de 2009 y junio de 2010, tras resultar elegido en las elecciones generales del 30 de agosto de 2009. Su triunfo, derrotando al Partido Liberal Democrático, supuso el término de sesenta años de gobiernos liberal-conservadores y la instalación del primer gobierno progresista en el país desde la derrota de Kijuro Shidehara en 1946. Yukio Hatoyama forma parte de la cuarta generación de políticos de la familia Hatoyama.

## Familia Hatoyama

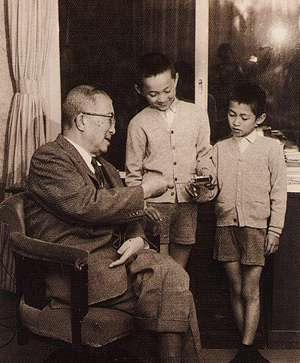
Ichirō Hatoyama y sus nietos, Yukio y Kunio.

Hatoyama viene de una familia japonesa arraigada a la política del país que es llamada la "Familia Kennedy japonesa".
Hatoyama, nacido en Tokio, es el cuarto político de su familia. Su bisabuelo por parte de padre, fue Kazuo Hatoyama, fue presidente de la Cámara de Representantes de la Dieta de Japón desde 1896 hasta 1897 durante la era Meiji.  Kazuo sirvió luego como presidente de la Universidad de Waseda. Su bisabuela materna, Haruko Hatoyama, fue cofundadora de la que ahora es conocida como Universidad Femenina Kyoritsu.  Su abuelo paterno, el ex primer ministro Ichirō Hatoyama, fue el fundador y el primer presidente del antiguo Partido Democrático de Japón (Minshutō), uno de los dos partidos que se unificaron para crear el Partido Liberal Democrático (y que no debe confundirse con el moderno y actual Partido Democrático al que pertenece Yukio Hatoyama); también fue el gobernante que restauró las relaciones diplomáticas con la Unión Soviética, lo que allanó el camino para que Japón fuera miembro de las Naciones Unidas.
Hatoyama es hijo del ex Ministro de Asuntos Exteriores Iichirō Hatoyama.  Su madre, Yasuko Hatoyama, es la hija de Shojiro Ishibashi, el fundador de la Bridgestone Corporation y heredera de ese imperio.  Yasuko Hatoyama es conocida como "Godmother" (Madrina) en el mundo político japonés, por su contribución financiera a cada una de las ambiciones políticas de su hijo. En particular, Yasuko ha donado millones de yenes cuando Kunio y Yukio cofundaron el Partido Democrático de Japón (Minshutō) en 1996 para ayudar con el incipiente partido político de su hijo.
Su hermano pequeño, Kunio Hatoyama, ha servido como Ministro de Asuntos Internos y Comunicaciones bajo el mandato del ex primer ministro Taro Aso hasta junio de 2009.

## Infancia y juventud
Estudió educación primaria en un elitista colegio fundado en el siglo XIX para niños de familias aristócratas; su educación secundaria también la realizó en instituciones elitistas, hasta su graduación en 1965 en la Escuela Secundaria Metropolitana Koishikawa de Tokio.
Hatoyama se graduó en la Universidad de Tokio en 1969 y recibió el Doctorado en ingeniería industrial en la Universidad de Stanford en 1976. Conoció a su esposa, Miyuki Hatoyama, cuando estaba estudiando en Stanford.  Se casó en 1975 después de que ella se divorciara de su anterior marido. Su hijo, Kiichiro, es ingeniero en la Universidad Estatal de Moscú.
También en 1976 se convierte en profesor asistente en el Instituto Tecnológico de Tokio.
En 1981 Hatoyama es designado profesor asociado de la Universidad Senshu, cargo que ejerció hasta 1984 cuando se retiró.
Hatoyama está casado con Miyuki Hatoyama, una ex actriz y escritora de libros de cocina, con la que se casó en 1975 mientras él residía en Estados Unidos y estudiaba para obtener su doctorado de Stanford; ella había estado casada anteriormente y era divorciada. Hatoyama tiene un solo hijo.

## Carrera política
Hatoyama comenzó su carrera política postulándose como candidato a diputado por el antiguo distrito parlamentario número 4 de Hokkaido, el escaño que antes había ocupado un amigo de su padre (y además una circunscripción electoral donde su familia tenía importantes propiedades); Yukio se presentaba como candidato por el Partido Liberal Democrático (PLD por sus siglas en español) y ganó la elección convirtiéndose en diputado de la Cámara de Representantes de Japón en el año 1986. Desde ese año fue reelegido varias veces como diputado; en total, Hatoyama fue elegido diputado ocho períodos constitucionales o legislaturas consecutivas (teniendo en cuenta que las elecciones generales fueron adelantadas varias veces en ese lapso de tiempo). Desde las elecciones de 1996 él representaba al distrito parlamentario número 9 de Hokkaido, que ocupa parte del territorio del antiguo distrito 4 que fue dividido en la reforma electoral de 1994.  
En 1993 Hatoyama abandonó el PLD para ser uno de los miembros fundadores del Nuevo Partido Sakigake junto con Naoto Kan, Masayoshi Takemura y Shuhei Tanaka; la nueva organización política fue fundada el 21 de junio de ese año a partir de la anterior asociación de estudios llamada "Comité Político Utopía". Años después, en septiembre de 1996, Hatoyama y Kan se fueron del Sakigake para fundar el nuevo Partido Demócrata de Japón del cual Hatoyama era colíder (encargado de los asuntos internos del partido mientras Kan se hacía cargo de la dirección parlamentaria); el 27 de abril de 1998 ese partido se unificó con otros tres partidos para crear el Partido Democrático de Japón (PDJ por sus siglas en español) convirtiéndose en el principal partido de la oposición.
Entre septiembre de 1999 y diciembre del 2002 Hatoyama fue el presidente del PDJ y líder de la oposición japonesa, hasta que renunció después de asumir la responsabilidad por la confusión creada por los rumores de una fusión del partido con el Partido Liberal de Ichirō Ozawa. Después fue Secretario General del PDJ (el segundo cargo más importante del partido) hasta suceder a Ozawa como líder cuando este renunció el 11 de mayo del 2009.
El 16 de mayo del 2009 fue elegido formalmente Presidente del Partido Democrático de Japón en una elección interna donde derrotó al único otro aspirante Katsuya Okada (Vicepresidente del partido). Hatoyama obtuvo 124 votos y Okada logró 95 votos en la elección, en la que solo participaban los cargos electos del legislativo japonés que pertenecen al PDJ. El perdedor Okada se convirtió entonces en Secretario General del partido, y Hatoyama asumió el reto de dirigir a la oposición de cara a las próximas elecciones nacionales.

## Hatoyama como primer ministro
En las elecciones generales celebradas el 30 de agosto del 2009, el Partido Democrático de Japón obtuvo una aplastante victoria que le dio la mayoría absoluta en la Cámara de Representantes de Japón, por lo que su líder y candidato Hatoyama fue elegido primer ministro. En concreto el Partido Democrático de Japón obtuvo en solitario 308 diputados, mientras su rival el Partido Liberal Democrático apenas obtuvo 119 diputados; sumados el Partido Democrático y los otros partidos de la oposición consiguieron 340 diputados, mientras que el Partido Liberal Democrático y su único aliado el partido Nuevo Kōmeitō solo cosecharon 140 escaños.
En términos absolutos y porcentuales del voto popular, el Partido Democrático de Hatoyama obtuvo 33.475.334 votos populares, equivalentes al 47,40% de los sufragios a nivel nacional por circunscripciones uninominales, lo que le daba 221 diputados uninominales; en cuanto a los sufragios por representación proporcional (en Japón la Cámara de Representantes se elige con un doble sistema, donde la mayor parte de los diputados son elegidos de forma uninominal y una parte minoritaria pero importante por representación proporcional) el partido de Hatoyama obtuvo 29.844.799 votos populares equivalentes al 42,40% de los sufragios en la tarjeta del voto proporcional, lo que le daba 87 diputados por esa vía. Sus rivales del Partido Liberal Democrático obtuvieron 27.301.982 votos populares equivalentes al 38,60% de los sufragios por vía uninominal para 64 diputados, y 18.810.217 votos populares equivalentes al 26,70% de los sufragios por listas proporcionales para 55 diputados. Sí se suman los votos del Partido Democrático con los de sus aliados alcanzan el 50,60% de los votos populares uninominales y el 49,60% de los votos populares por lista; y sumados a los de los otros partidos opositores que no eran aliados del Partido Democrático llegaban al 59,90% de los votos populares en la tarjeta uninominal y al 61,40% de los sufragios populares en la tarjeta del voto por listas. Por el contrario el Partido Liberal Democrático y los otros dos partidos oficialistas solo sumaron el 39,70% de los votos populares por vía uninominal y el 38,10% de los sufragios populares por lista proporcional. El 9 de septiembre de 2009 Hatoyama anunció el acuerdo para la formación de un Gobierno de coalición con dos partidos  minoritarios, uno de izquierda, el Partido Socialdemócrata de Japón, y otro de centro-derecha, el Nuevo Partido del Pueblo.
La propuesta realizada por Hatoyama y su partido giraba en torno a un proyecto reformista, que buscaba, según el mismo primer ministro electo, la reducción de la extensa burocracia nipona, la ayuda a los sectores sociales menos favorecidos, a través de la congelación de impuestos, así como el otorgamiento de ayuda y subsidios directos a los trabajadores de su país, además de plantear una reforma en sus relaciones bilaterales con EE. UU., en lo que su partido calificó como la necesidad de desarrollar una relación de igual a igual con el país norteamericano.
El 16 de septiembre del 2009 Hatoyama fue elegido formalmente primer ministro por la mayoría de los diputados de la Cámara de Representantes de Japón, tomando posesión inmediatamente del cargo y aprestándose a nombrar a los miembros de su gobierno. Concretamente Hatoyama recibió el voto de 327 de los 480 diputados de la Cámara Baja del Parlamento japonés, mientras el candidato del Partido Liberal Democrático recibió el voto de solo 119 diputados; Hatoyama nombró  un gobierno con figuras veteranas o prestigiosas, y luego prestó juramento ante el Emperador.
El 30 de mayo del 2010 el Partido Socialdemócrata de Japón abandonó el gobierno de Hatoyama en protesta porque este firmó un acuerdo con Estados Unidos para mantener una base militar estadounidense en la isla japonesa de Okinawa, a pesar de la oposición de los habitantes de la isla; esto ocurrió en momentos en que la popularidad de Hatoyama se había desplomado en las encuestas de opinión pública por lo que muchos pedían su renuncia.
En la mañana del 2 de junio del 2010 (hora de Japón) Hatoyama renunció al cargo de primer ministro, debido a las presiones de su propio partido que temía sufrir un descalabro electoral en las próximas elecciones del 11 de julio a la Cámara de Consejeros de Japón (Cámara alta o Senado del Parlamento japonés) a causa de la impopularidad de Hatoyama. El 4 de junio del 2010 Naoto Kan fue elegido nuevo líder del Partido Democrático de Japón y nuevo primer ministro de Japón, y tomó posesión el 8 de junio; así terminó el corto gobierno de Hatoyama.